# Cyril Cinélu
 (juin 2016).
Si vous disposez d'ouvrages ou d'articles de référence ou si vous connaissez des sites web de qualité traitant du thème abordé ici, merci de compléter l'article en donnant les références utiles à sa vérifiabilité et en les liant à la section « Notes et références ».
Cyril Cinélu, né le 23 janvier 1987 à Lagny-sur-Marne en Seine-et-Marne, est un chanteur français, vainqueur de la sixième saison de Star Academy le 22 décembre 2006.

## Biographie
Cyril Cinélu se lance dans la musique traditionnelle et participe à des concours de chant. Il se classe notamment à la seconde place du concours de chant télévisé Zoukamine Futurstar. Ce concours est organisé par la chaîne télévisée martiniquaise ATV.[réf. nécessaire]
Cyril Cinélu remporte en 2006 la 6e saison de Star Academy, au côté d'autres candidats tels que Dominique Fidanza, Marina ou encore Gaël Garcia,.  
Un an plus tard, Cyril Cinélu sort son premier album, intitulé Jusqu'à moi.
Cyril Cinélu part vivre ensuite à Londres, où il partage son temps entre ses activités musicales et l'enseignement du français langue étrangère.
Le 28 août 2010, il participe aux auditions de la septième saison du télé-crochet anglais The X Factor diffusée sur ITV et obtient trois oui de la part du jury composé de Simon Cowell, Cheryl Cole et Louis Walsh, ce qui lui permet de se qualifier pour la suite de l'émission. Il est éliminé à l'étape suivante dite du Boot-Camp[C'est-à-dire ?].
Il obtient un master en anglais, specialité grammaire. En 2017, il sort un single en créole, intitulé Dépi Konbien Lanné.
À partir du 2 mai 2019, Cyril Cinélu se produit dans le cadre de la revue du Paradis latin, L'Oiseau Paradis, chorégraphiée par Kamel Ouali.

## Discographie

### Au sein d'un collectif

#### Albums
- 2004 : Zoukamine Futurstar
- 2006 : La Star Ac' chante Polnareff
- 2006 : Le Plein de tubes

#### Singles
- 2006 : Y'a qu'un cheveu
- 2006 : Porque te vas

### Carrière solo

#### Album
- 2007 : Jusqu'à moi

#### Singles
- 2004 : Rêve
- 2006 : Délit d'amour + "Life"
- 2007 : Quelque chose qui m'appartient
- 2007 : Paradoxal
- 2017 : Dépi Konbien Lanné